# Brustbild, bitte!
Brustbild, bitte! ist eine US-amerikanische Filmkomödie aus dem Jahr 1950 von Jack Donohue mit Red Skelton in einer Dreifach-Rolle. Der Film wurde von Metro-Goldwyn-Mayer produziert und ist eine Neuverfilmung von Buster Keatons Stummfilmklassiker Buster Keaton, der Filmreporter (The Cameraman) aus dem Jahr 1928.

## Handlung
Rusty Cammeron führt zusammen mit seinem Vater und seinem Großvater ein Fotogeschäft. Rusty hat 1.100 Dollar Schulden bei der Bank, die nun eingefordert werden. Ein Zeitungsreporter erzählt Rusty, dass er mit Fotos von Prominenten schnell viel Geld machen könne. Mit einer geliehenen Kamera macht sich Rusty nun auf die Jagd nach Fotos.
Sein letztes Foto des Tages soll die Taufe der Yacht der Erbin Lucia Corlane zeigen, doch dabei fällt er ins Wasser und wird von Lucia vor dem Ertrinken gerettet. Lucia erfährt, dass Rusty bei dem Unfall die Kamera im Wert von 1.200 Dollar zerstört hat. Sie beauftragt ihre Bediensteten, am nächsten Tag in Rustys Laden für 2.400 Dollar einzukaufen. Mit dem Geld kann Rusty seine Bankschulden begleichen und die geliehene Kamera ersetzen.
Lucia hat ihr Erbe in das Immobilienprojekt Lucky Vista investiert. Sie beauftragt Rusty, den Bau filmisch zu dokumentieren, beginnend mit der Grundsteinlegung am nächsten Tag. Durch Rustys Unbeholfenheit filmt er verschiedene Gespräche, u. a. eins zwischen Lucias Manager Grantland Farns und dem Banker Hugh Shanway. Shanway soll Lucia einen benötigten Kredit verweigern, so dass Freunde von Farns das Projekt günstig von Lucia kaufen können. Zudem filmt er die Krönung der Miss Lucky Vista durch Shanway.
Rustys Vater stellt die Aufnahmen zusammen, so dass Rusty, der sich in Lucia verliebt hat, ihr den Film zeigen kann. Bei der Vorführung sind auch Farns, Shanway und seine Frau und Miss Lucky Vista zugegen. Bild und Ton sind sehr schlecht, man kann nicht hören, was Farns zu Shanway sagt. Nach der Vorführung will Farns den Film an sich nehmen, doch Rusty will Bild und Ton nachbearbeiten. Farns bezahlt Miss Lucky Vista dafür, Rusty zu verführen und den Film an sich zu bringen. Sie wird von Risty zurückgewiesen. Dennoch sieht Lucia die beiden zusammen und wird wütend.
Großvater Cammeron bringt seinem Enkel bei, wie man Frauen beeindruckt. Dazu zeigt er ihm Szenen aus den Filmen Der Tote lebt und Der Draufgänger. Am nächsten Tag imitiert Rusty auf Lucias Yacht das Verhalten der Filmhelden, woraufhin ihn Lucia ins Wasser schubst. Wieder rettet sie ihn und vergibt ihm. Tage später stiehlt Farns alle Filmrollen aus Rustys Geschäft, kann jedoch den bearbeiteten Film nicht finden. Rusty führt ihn in diesem Moment Lucia vor. Als Farns und Shanway in Lucias Büro kommen, nimmt Shanway sie als Geisel. Farns will Rusty zur Herausgabe des Films zwingen, doch der kann ihn niederschlagen und mit Lucia durch einen Sprung durchs Fenster entkommen. Die beiden landen auf einem Holztransporter. Es entsteht eine wilde Verfolgungsjagd durch eine Gärtnerei, einen Zug und auf einem See. Mit Hilfe eines sie dirigierenden Hubschrauberpiloten können Rusty und Lucia Farns und Shanway einfangen und, nachdem Rusty Lucia einen Antrag gemacht hat, bei der Polizei abliefern.

## Produktion

### Hintergrund
Gedreht wurde der Film vom 1. Mai bis Mitte Juni 1950 in Los Angeles, Torrance sowie in den MGM-Studios in Culver City.
Die Daily Variety schrieb in einer Meldung vom 5. Juni 1950, dass der Editor Ferris Webster durch seinen Assistenten Robert Watts ersetzt werden musste, weil Webster sich versehentlich in die Hand geschossen hatte.

### Stab
Cedric Gibbons und Eddie Imazu waren die Art Directors, Edwin B. Willis der Szenenbildner. Douglas Shearer war für den Ton verantwortlich, A. Arnold Gillespie und Warren Newcombe für die Spezialeffekte.

### Besetzung
In kleinen nicht im Abspann erwähnten Nebenrollen traten Joseph Crehan, Tom Dugan, Frank Ferguson, May McAvoy, Kathleen O’Malley, Lurene Tuttle und Jeff York auf.

## Veröffentlichung
Die Premiere des Films fand am 11. Dezember 1950 in New York statt. In der Bundesrepublik Deutschland kam er am 28. September 1954 in die Kinos, in Österreich im April 1955.

## Kritiken
Der Filmkritiken-Aggregator Rotten Tomatoes hat in einer Auswertung ein Publikumsergebnis von 75 Prozent positiver Bewertungen ermittelt.
Das Lexikon des internationalen Films schrieb: „Grotesker Klamauk mit Red Skelton in drei Rollen und mit einer sehr komischen Verfolgungsjagd als Höhepunkt.“
Bosley Crowther von der The New York Times beschrieb den Film als mühsame Posse. Die Regie sei verzweifelt bemüht aber erfolglos.